# James Cash Penney
James Cash Penney, Jr. (* 16. September 1875 in Hamilton; † 12. Februar 1971 in New York) war ein US-amerikanischer Unternehmer und Gründer der Einzelhandelskette J. C. Penney.

## Leben
James Cash Penney wurde am 16. September 1875 als siebtes von zwölf Kindern auf einer Farm außerhalb von Hamilton geboren. Ursprünglich plante er, nach seinem High-School-Abschluss auf das College zu gehen, um Anwalt zu werden. Der unerwartete Tod seines Vaters zwang ihn jedoch, eine Tätigkeit als Verkäufer aufzunehmen, um seine Familie finanziell zu unterstützen. Mit Anfang 20 Jahren zog er nach Kemmerer und begann, als Verkäufer für die Einzelhandelskette Golden Rule Store zu arbeiten. Im Jahr 1902 wurde ihm Teilhaberschaft an einer neu zu eröffnenden Filiale angeboten, welche er annahm. Fünf Jahre später kaufte er sämtliche Anteile seiner Partner und wurde alleiniger Besitzer der Golden Rule Stores, die er 1912 in J. C. Penney Company umbenannte. Zu diesem Zeitpunkt existierten bereits 34 Filialen in den Mountain States.

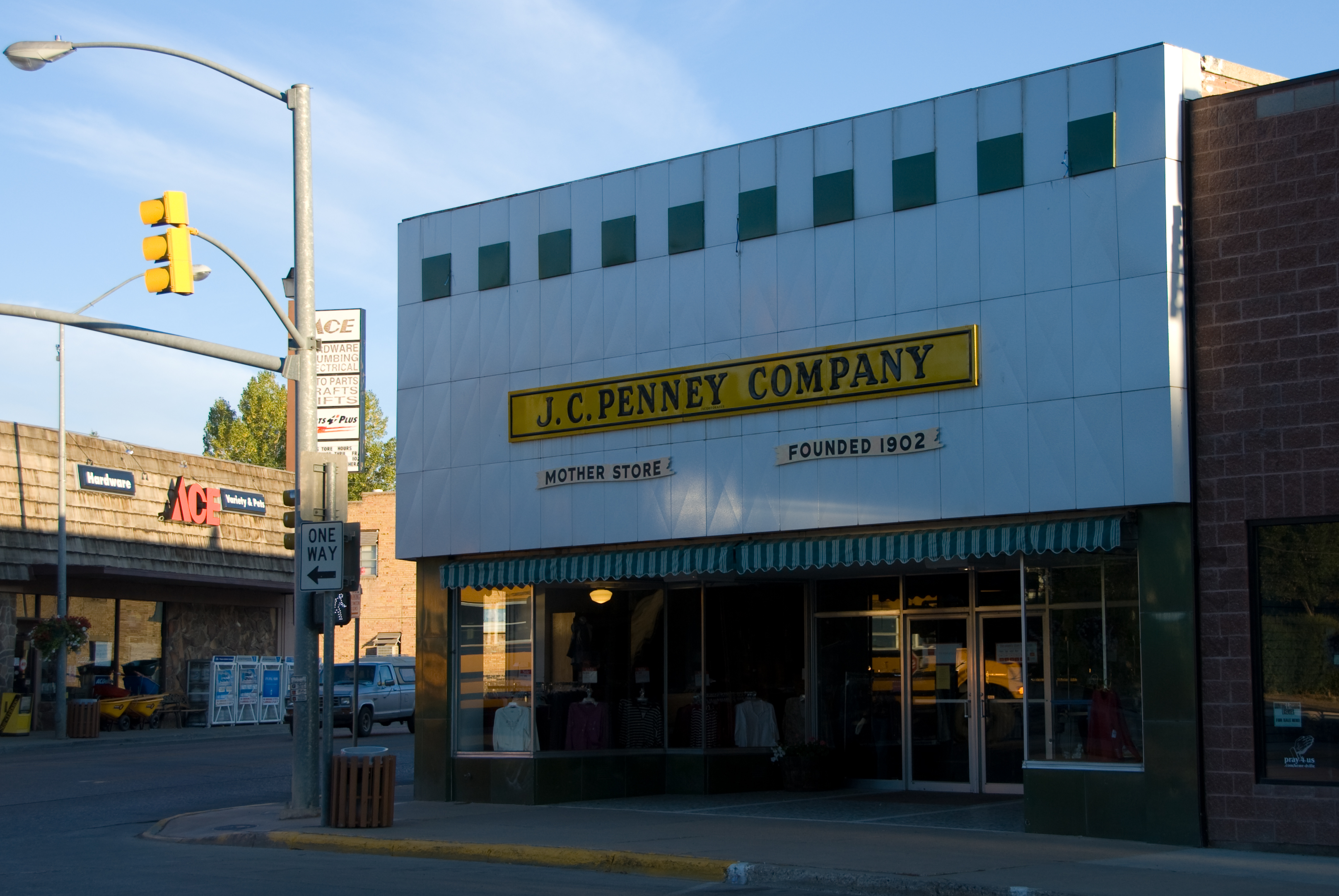
Der erste J. C. Penney Laden in Kemmerer

Bis in die 1920er Jahre hatte Penney knapp 120 Läden in den USA eröffnet. Im Jahr 1929 waren es bereits 1400. Der Börsencrash von 1929 stellte die Kette vor unerwartete Probleme. So musste Penney, der beinahe sein gesamtes Vermögen verloren hatte, seine Lebensversicherungen in seine Firma investieren, um sie liquide zu halten. Diese Jahre hinterließen auch gesundheitliche Folgen bei Penney und er ließ sich im Battle Creek Sanitarium in Michigan behandeln. In den Folgejahren stabilisierte sich die Lage des Unternehmens wieder und Penney blieb bis zu seinem Tod in Management und Vorstand involviert.
James Cash Penney verstarb am 12. Februar 1971 an den Folgen eines Herzinfarkts. Er wurde auf dem Woodlawn Cemetery in New York begraben.

## Familie
James Cash Penney heiratete dreimal. Seine erste Frau, Betha Alva Hess, mit der er zwei Söhne hatte, starb an Lungenentzündung. Seine zweite Frau, Mary Hortense Kimball, gebar einen Sohn und verstarb im Jahr 1924. Mit seiner dritten Frau, Caroline Marie Autenrieth, war Penney 45 Jahre bis zu seinem Tod verheiratet. Mit ihr zeugte er zwei Töchter.

## Ehrungen
- Am 18. April 1911 wurde J.C. Penney ein Mitglied der Freimaurer (Wasatch Lodge No. 1 in Salt Lake City).[1]
- Am 23. Januar 1972 wurde das  J.C. Penney Conference Center an der University of Missouri nach ihm benannt, da der Bau unter anderem durch J. C. Penney finanziert wurde.[2]
- James Cash Penney wurde im Jahr 1976 in die U.S. Business Hall of Fame aufgenommen.[3]
- Im Jahr 1978 wurde der J. C. Penney Historic District in Kemmerer offiziell in die Liste historischer Wahrzeichen aufgenommen.[4]
- James Cash Penney wurde am 2. März 1994 in die Hall of Famous Missourians aufgenommen.[5]
- Die Penney High School in Hamilton wurde nach ihm benannt.[6]